# 劉慧斐
劉慧斐（478年—536年），字文宣，彭城郡呂縣人，南梁士人。

## 生平
劉慧斐的父親劉元直曾擔任淮南郡太守。劉慧斐年少博學，能寫文章，從安成王蕭秀的法曹行參軍起家；他曾返回建康，途經尋陽遊覽匡山，遇到處士張孝秀，二人志趣相投，令他打算在匡山終老。劉慧斐不做官，住在東林寺，又於匡山的北邊建立園林，名叫「離垢園」，時人就稱呼劉慧斐為「離垢先生」。他了解佛教典籍，精於書法，在山手寫佛經二千多卷，經常背誦百多卷，日夜修道，從不怠慢，當地人都欽敬仰慕他。皇太子蕭綱駕臨江州，派人送給他几杖；湘東王蕭繹及武陵王蕭紀都不停問書。大同二年（536年）去世，虛歲五十九。兄劉慧鏡之子劉曇淨。

## 引用
1. 1 2  《梁書·卷五十一·列傳第四十五》：劉慧斐字文宣，彭城人也。少博學，能屬文，起家安成王法曹行參軍。嘗還都，途經尋陽，游於匡山，過處士張孝秀，相得甚歡，遂有終焉之志。因不仕，居於東林寺。又於山北構園一所，號曰離垢園，時人乃謂為離垢先生。
2. 1 2  《南史·卷七十六·列傳第六十六》：劉慧斐字宣文，彭城人也。父元直，淮南太守。慧斐少博學，能屬文，起家梁安成王法曹行參軍。嘗還都，途經尋陽，游于匡山，遇處士張孝秀，相得甚歡，遂有終焉之志。因不仕，居東林寺。又於山北構園一所，號曰離垢園，時人仍謂為離垢先生。
3. ↑  《梁書·卷五十一·列傳第四十五》：慧斐尤明釋典，工篆隸，在山手寫佛經二千餘卷，常所誦者百餘卷。晝夜行道，孜孜不怠，遠近欽慕之。太宗臨江州，遺以几杖。論者云：自遠法師沒後，將二百年，始有張、劉之盛矣。世祖及武陵王等書問不絕。大同二年卒，時年五十九。
4. ↑  《南史·卷七十六·列傳第六十六》：慧斐尤明釋典，工篆隸，在山手寫佛經二千餘卷，常所誦者百餘卷。晝夜行道，孜孜不怠，遠近欽慕之。簡文臨江州，遺以几杖。論者云：自遠法師沒後，將二百年，始有張、劉之盛矣。元帝及武陵王等書問不絕。大同二年卒。

## 延伸阅读
[在维基数据编辑]
 《梁書·卷51》，出自姚思廉《梁書》